# Petalium
Petalium is een geslacht van kevers uit de familie van de klopkevers (Anobiidae). De wetenschappelijke naam van het geslacht werd voor het eerst geldig gepubliceerd door John L. LeConte in 1862. Als typesoort duidde hij aan Anobium bistriatum Say.

## Soorten
- Petalium alaseriatum Ford, 1973
- Petalium alternatum Ford, 1973
- Petalium arizonense Fall, 1905
- Petalium bicolor Fall, 1905
- Petalium bistriatum (Say, 1825)
- Petalium brevisetum Ford, 1973
- Petalium californicum Fall, 1905
- Petalium debile Fall, 1905
- Petalium debilitatum Ford, 1973
- Petalium demicarinatum Ford, 1973
- Petalium evolutum Ford, 1973
- Petalium globulum Ford, 1973
- Petalium grossum Ford, 1973
- Petalium incarinatum Ford, 1973
- Petalium incisum Ford, 1973
- Petalium knulli Ford, 1973
- Petalium longulum Ford, 1973
- Petalium parmatum Baudi di Selve, 1874
- Petalium schwarzi Fall, 1905
- Petalium seriatum Fall, 1905
- Petalium uniperforatum Ford, 1973
- Petalium werneri Ford, 1973
- Petalium whitei Ford, 1973
- Petalium yuccae Fall, 1905